# Suzuki Katsumi
Katsumi Suzuki (sinh ngày 21 tháng 4 năm 1969) là một cầu thủ bóng đá người Nhật Bản.

## Sự nghiệp câu lạc bộ
Katsumi Suzuki đã từng chơi cho Montedio Yamagata.